# Гуарибас

Гуарибас на карте штата.

Гуарибас (порт. Guaribas) — муниципалитет в Бразилии, входит в штат Пиауи. Составная часть мезорегиона Юго-запад штата Пиауи. Входит в экономико-статистический микрорегион Сан-Раймунду-Нонату. Население составляет 4401 человек на 2010 год. Занимает площадь 3118,227 км². Плотность населения — 1,41 чел./км².

## Демография
Согласно сведениям, собранным в ходе переписи 2010 г. Национальным институтом географии и статистики (IBGE), население муниципалитета составляет:
| Полное население                               | Полное население                               | Полное население                               | Полное население                               | 4401  |
| ---------------------------------------------- | ---------------------------------------------- | ---------------------------------------------- | ---------------------------------------------- | ----- |
| в том числе:                                   | Городское население                            | 1275                                           | Процент городского населения, %                | 28,97 |
|                                                | Сельское население                             | 3126                                           | Процент сельского населения, %                 | 71,03 |
|                                                | Мужское население                              | 2216                                           | Процент мужского населения, %                  | 50,35 |
|                                                | Женское население                              | 2185                                           | Процент женского населения, %                  | 49,65 |
| Плотность населения, чел/км²                   | Плотность населения, чел/км²                   | Плотность населения, чел/км²                   | Плотность населения, чел/км²                   | 1,41  |
| Население муниципалитета в % к населению штата | Население муниципалитета в % к населению штата | Население муниципалитета в % к населению штата | Население муниципалитета в % к населению штата | 0,14  |

По данным оценки 2016 года, население муниципалитета составляет 4478 жителей.

## История
Город основан в 1997 году.

## Статистика
- Валовой внутренний продукт на 2003 год составляет 4 191 411 реалов (данные: Бразильский институт географии и статистики).
- Валовой внутренний продукт на душу населения на 2003 год составляет 951,94 реалов (данные: Бразильский институт географии и статистики).
- Индекс развития человеческого потенциала на 2000 год составляет 0,479 (данные: Программа развития ООН).

## География
Климат местности: тропический.